# Павлівська сільська територіальна громада (Волинська область)
Павлівська сільська територіальна громада — територіальна громада в Україні, в Володимирському районі Волинської області. Адміністративний центр — село Павлівка.
Площа громади — 218,16 км², населення — 7960 мешканців (2018).
Утворена 15 серпня 2016 року шляхом об'єднання Жашковичівської, Завидівської, Павлівської, Переславичівської, Риковичівської, Старопорицької та Топилищенської сільських рад Іваничівського району.
11 серпня 2017 року добровільно приєдналися Колонська, Милятинська та Радовичівська сільські ради.
Перспективним планом формування територіальних громад Волинської області 2020 року було передбачено приєднання до складу громади території Луковичівської сільської ради Іваничівського району.
Утворена згідно розпорядження Кабінету Міністрів України від 12 червня 2020 р. № 708-р у складі Жашковичівської, Завидівської, Колонської, Луковичівської, Милятинської, Павлівської, Переславичівської, Радовичівської, Риковичівської, Старопорицької та Топилищенської сільських рад Іваничівського району.
19 липня 2020 року, в результаті адміністративно-територіальної реформи та ліквідації Іваничівського району, громада увійшла до складу Володимирського району.

## Населені пункти
До складу громади входять 20 сіл: Бужковичі, Волиця, Грушів, Жашковичі, Завидів, Клопочин, Колона, Луковичі, Милятин, Орищі, Павлівка, Переславичі, Радовичі, Риковичі, Самоволя, Старий Порицьк, Старосілля, Топилище, Трубки та Щенятин.

## Географія
Територія громади відноситься до басейну річки Луга, що впадає в Західний Буг (басейн Балтійського моря). Поміж селами Павлівка та Старосілля до Луги впадає її ліва притока — річечка Стрипа. Також біля села Павлівка на річці Луга розкинулося річне Павлівське озеро.
Територією громади проходять два територіальні автошляхи Т 0302 та Т 0305. Дорога Т 0305 проходить через села Старосілля та Павлівка та з'єднує їх з Іваничами, Нововолинськом і залізничним пунктом пропуску Ізов на кордоні з Польщею на заході та з Локачами на північному сході. Дорога Т 0302 проходить через село Павлівка, відтинок Володимир—Горохів.
Найближча залізнична станція — Іваничі.

## Соціальна сфера
Станом на 2017 рік на утриманні громади перебували 10 фельдшерсько-акушерських пунктів, амбулаторія, 10 шкіл, 8 дитячих садків та 18 закладів культури.